# Asamblea Nacional de Angola
La Asamblea Nacional (en portugués: Assembleia Nacional) es el poder legislativo de Angola. La Asamblea Nacional es un cuerpo unicameral, con 220 miembros: 130 miembros elegidos por representación proporcional y 90 miembros elegidos por los distritos provinciales.
El Movimiento Popular para la Liberación de Angola (MPLA) ha tenido una mayoría en la Asamblea desde la independencia. Debido a la guerra civil angoleña, las elecciones se retrasaron por años hasta que finalmente se llevaron a cabo en septiembre de 2008. Las elecciones más recientes se celebraron en 2022, después de que se adoptara una nueva constitución en 2010, lo que aumentó considerablemente el poder del presidente y disminuyó el de la Asamblea Nacional y el de la judicatura.